# 24e régiment d'infanterie coloniale
Pour les articles homonymes, voir 24e régiment.
Le 24e régiment d'infanterie coloniale (24e RIC), puis 24e régiment d'infanterie de marine (24e RIMa), est une unité de l'Armée de terre française.
À partir de 1964, il est stationné dans sa garnison d'origine, Perpignan, où il fut créé en 1902 ; il porte donc l'appellation de « Royal Catalan », non officielle.

## Historique

### Création
Le 24e régiment d'infanterie coloniale est créé le 16 décembre 1902 à Perpignan. Il est issu, par dédoublement, du 4e RIC, l'un des « quatre vieux » régiments des Troupes de marine, stationné à Toulon depuis sa création en 1854. Ce dernier s'était illustré en Crimée, en Indochine, à Madagascar et enfin en Chine. Cette filiation lui permet d'avoir sur son drapeau quatre inscriptions, les mêmes que celles qui figurent sur celui du 4e RIC.

### Jusqu'à laPremière Guerre mondiale
Campagne du Maroc de 1908 à 1913 :
La conquête du Maroc commence en 1907, et nécessite des effectifs croissants. Dès 1908, le 24e RIC met sur pied de forts détachements de renforts, 2 000 hommes environ, destinés à la formation des trois régiments de marche fournis par les troupes coloniales ; de plus, des officiers et sous-officiers sont mis en route pour assurer l'encadrement des bataillons de tirailleurs Sénégalais venus d'AOF en renfort.
Cette campagne contre un adversaire mobile, mordant, dura six ans.
Le 1er régiment colonial de marche, auquel avaient été affectés les renforts en provenance du 24e RIC, s'illustra principalement dans  les opérations de la Chaouia 1908-1909 ; la prise de Kasba Tadla 1910 ; la colonne Mangin et délivrance de Marrakech 1912.
En 1913, la situation étant stabilisée, les détachements purent rejoindre leurs corps et garnisons d'origine.
Le drapeau du régiment put ajouter une cinquième inscription: « Maroc 1908-1913 ».

### La Première Guerre mondiale
À la mobilisation en 1914, le 24e RIC est en casernement à Perpignan, le 1er bataillon à Sète ; il forme avec le 22e RIC, la  6e brigade coloniale, laquelle, avec la 4e brigade (4e et 8e RIC) constitue la 2e division d'infanterie coloniale, elle-même composante du corps d'armée colonial. Elle est devenue 1er CAC en 1915, après la création du 2e corps d'armée colonial à la 4e Armée. Son effectif est 72 Officiers et 3290 sous-Officiers et soldats.

#### Année 1914
Les IIIe et IVe Armées et le Corps de Cavalerie Sordet combattent le 20 août, à Neufchâteau, le 22 août, dans les combats de Rossignol, le 27 août, dans les combats de Jaulnay, de Hatillon, le 31 août, de Bussy-Le-château le 3 septembre) 
Le 5 septembre, le régiment est sur le canal de la Marne. Le combat de Jaulnay coûte au régiment 9 officiers et 550 hommes ;  le chef de corps, le Colonel Bethouart, est grièvement blessé le 31 août.
Pour la Bataille de la Marne, le régiment est sous les ordres du Commandant Bourda. Au sud de Frignicourt, Le 6 au 10 septembre, le Mont Morêt, glorieux fait d'armes, a coûté cher au régiment : 8 officiers et 537 hommes. Le 11 septembre, pour la poursuite au nord de Valmy, le Lieutenant-Colonel Jannot prend le commandement du régiment. Le 14 septembre, le 22e RIC a pu s'emparer de Virginy et de Massiges, côte 199 (Mont Tetu), et côte 191 ; cette lutte acharnée et meurtrière coûte au régiment 10 officiers, dont 2 chefs de bataillon, et 450 hommes.
Le 16 septembre, le 24e RIC est placé en réserve ; le 18 septembre, il est sur le front Ferme Beauséjour - côte 191 - tenu jusque-là par trois régiments d'infanterie. L'effectif du régiment est tombé à 21 officiers et 1 700 hommes.
Le 25 septembre, la situation est la suivante : le front de Beauséjour, Ruisseau de L'Étang sur deux kilomètres, est tenu par un bataillon en avant-postes (bataillon de la Gletais) ; les deux autres bataillons, le 2e et 3e, sont en réserve d'avant-poste à Minaucourt.
Le 26 septembre, à 4 heures, une fusillade violente éclate sur le front du 24e RIC. Au point du jour, sur les lisières de Minaucourt, tout indique que l'ennemi occupe les crêtes de la côte 180, à 1 800 mètres du village. Les deux bataillons en réserve sont lancés à l'assaut de ces crêtes ; un bataillon du  2e RIC, cantonné à Minaucourt, est mis à la disposition du chef de corps du 24e RIC.
Le bataillon d'assaut de droite progresse rapidement, mais les Allemands sont en force sur la crête 180, qu'ils ont occupé solidement après une lutte acharnée ; ce bataillon réussit à déborder les Allemands sur le flanc gauche ; ceux-ci, encerclés et décimés, s'enfuient en laissant entre les mains du 24e RIC le drapeau du 69e régiment Allemand du 8e Corps, et plus de 300 prisonniers.
Le bataillon de gauche ne peut progresser que lentement, les Allemands, maîtres de la ferme de Beauséjour, prenant d'enfilade le ruisseau de Marson ; en fin de journée seulement, grâce à la progression à droite, et l'appui de l'artillerie, les lignes tenues par les Allemands peuvent être occupées. Cette journée, glorieuse pour le 24e Colonial, lui a coûté 3 officiers et 470 hommes ; en outre, le Commandant et l'adjudant-Major du bataillon du 2e RIC, en réserve, ont été tués aux côtés du Colonel Jannot. Quelques jours après, le général Commandant l'armée publie le décret décernant la Légion d'honneur au drapeau du 24e RIC.

#### Année 1915

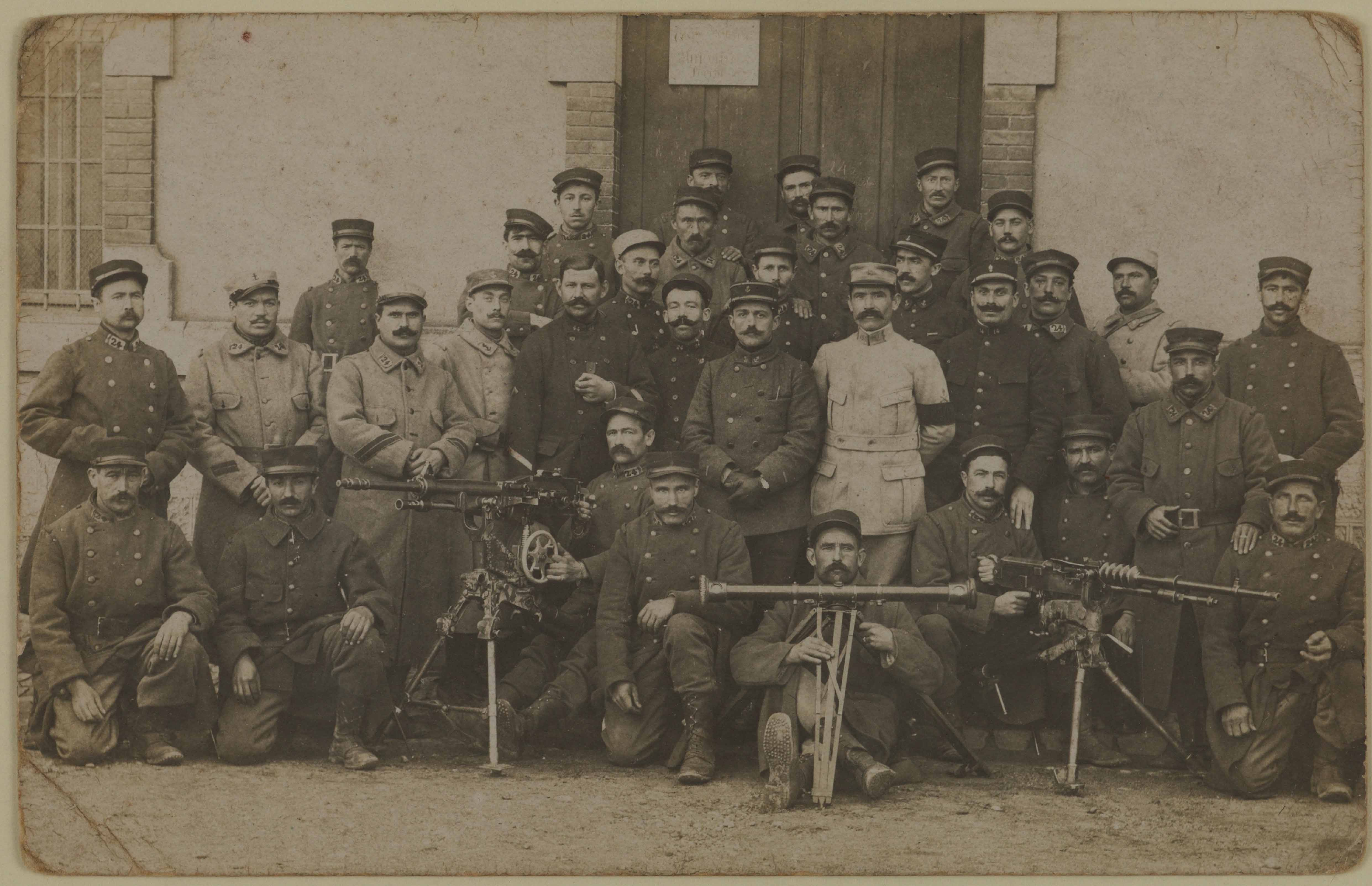
Soldats et mitrailleurs du, vers mai 1915.

En Champagne, du 21 mars au 31 mai, le Régiment occupe le Fortin de Beauséjour. Du 25 septembre au 6 octobre, il livre la seconde bataille de Champagne, La Main de Massiges

#### Année 1916

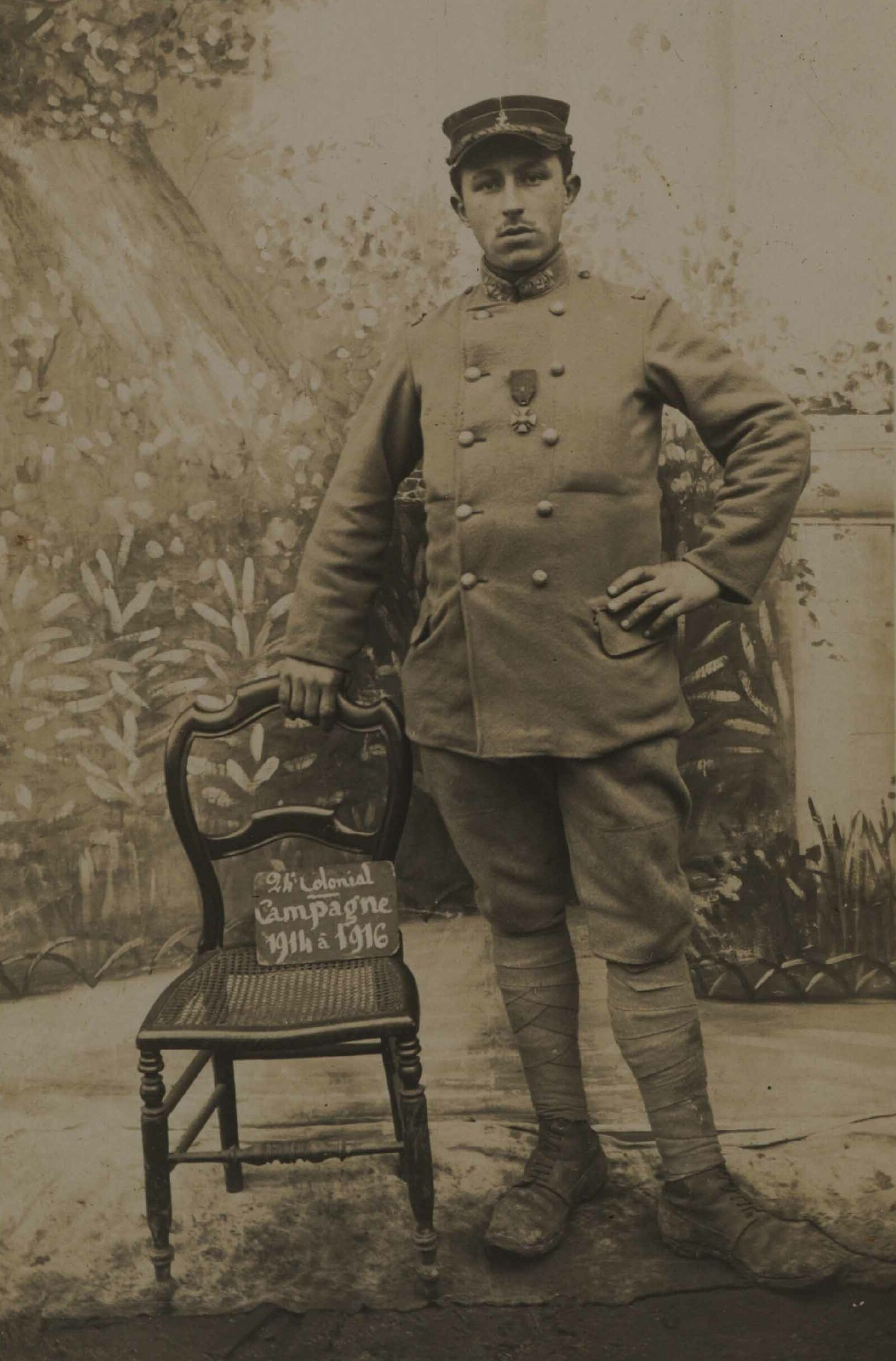
Portrait d'un soldat du, 1916.

Le 26 janvier, le 24e RIC est dirigé par voie de terre sur le front de la Somme. Il doit occuper le secteur de Herleville, mais, le 29 janvier, les Allemands, dans une attaque puissante, enfoncent nos premières lignes entre Frise et Dompierre. Le 30 janvier, le 2e bataillon réussit, au prix de pertes sérieuses, à arrêter la progression de l'ennemi.
Dans la Bataille de la Somme (juillet à octobre), le 29 novembre, le régiment relève le 164e RI dans le secteur du Bois de Loges.

#### Année 1917
L'attaque est déclenchée le 16 avril, au Chemin des Dames. Les pertes, pendant cette période d'usure, sont de 15 officiers et 200 hommes. Le 5 décembre 1917, le 24e RIC quitte définitivement le Chemin des Dames. Envoyé au repos, il y restera jusqu'au 17 janvier 1918.

#### Année 1918
Du 18 janvier au 26 mai, le régiment est à l'eEst du fort de la Pompelle, à l'est de Reims. Du 28 mai au 1er juin, il met en échec la tentative de l'ennemi de déborder Reims par l'Est. Le 10 juillet, un ordre de la 5e armée, rappelant les hauts faits du 24e RIC depuis 1916, cite le régiment à l'ordre de l'armée.
Le 1er août, l'ennemi abandonne Reims. Le 24e RIC puis le 1er Corps d'Armée Colonial sont cités à l'ordre du corps l'armée.
Le 10 octobre, à la suite de son brillant succès à Suippe, le 24e RIC est à nouveau cité à l'ordre de l'armée.
Le 4 décembre 1919, le régiment se dirige par voie de terre sur le Palatinat ; il y arrive après un mois de marche et s'installe, le 6 janvier, dans la région de Grunstadt. Le 14 janvier le Colonel Garday prend le commandement du régiment. Entre le 11 février et le 14 juillet il montera des gardes puis des services sur le Rhin, au sud de Germersheim, puis dans la région d'Apheilgen.
À cette dernière date, le séjour du 24e RIC en pays occupé prend fin. Le régiment regagne, par voie ferrée, ses garnisons du temps de paix.

### L'entre-deux-guerres
- Elle ne cite pas suffisamment ses sources. Vous pouvez indiquer les passages à sourcer avec {{référence nécessaire}} ou {{Référence souhaitée}}, et inclure les références utiles en les liant aux notes de bas de page. (Marqué depuis septembre 2021)

Jusqu'en 1925, le 24e R.I.C. reprend ses activités du temps de paix dans ses garnisons de Sète (à l'époque Cette) et de Perpignan. Il occupe ses anciens casernements laissés en août 1914 au dépôt du régiment, à l'exception de la caserne Saint-Jacques, situés place du Puig, vieille construction datant de 1685, cédée à la ville en 1919.
La fin de la Première Guerre mondiale est marquée par une réorganisation des Troupes Coloniales. La pénurie de main d'œuvre, les pertes du conflit mondial (1 355 000 morts et 3 595 000 blessés), expliquent cette situation. Le recrutement des jeunes engagés ralentit. Les rigueurs budgétaires, l'effort de reconstruction, et l'absence de menace, ont raison d'une grande partie de l'infanterie française. Les Troupes Coloniales voient près de 80 % de ses régiments dissous. Subsistent, en tant que régiments blancs, les 3e, 21e, 23e RIC en métropole, les 9e et 11e RIC en Indochine, et le 16e RIC en Chine. Le 1er mai 1923, le 24e RIC disparaît. Il s'était illustré pendant le conflit, perdant plus de 8 000 hommes et décrochant la croix de la Légion d'honneur.
Des soldats indigènes (Sénégalais, Malgaches et Indochinois) y sont incorporés. En 1926, sous l'appellation générique de Tirailleurs Sénégalais, sont créés les  4e, 8e (Toulon), 12e (La Rochelle), 14e (Mont-de-Marsan), 16e (Montauban), et 24e régiment de tirailleurs sénégalais (RTS) (Perpignan), le 42e à Pamiers et le 52e à Carcassonne. Ces deux derniers régiments deviennent les 42e et 52e bataillons de Mitrailleurs Malgaches et Indochinois ; ils seront implantés dans des garnisons du sud de la France. Tout comme les unités Nord-Africaines (Tirailleurs Algériens, Tunisiens, Marocains), les RTS s'avèrent plus économiques et plus dociles que les unités blanches. Perpignan récupère un régiment colonial, le 24e régiment de tirailleurs sénégalais, régiment qui, malgré sa nouvelle appellation et sa composition, hérite des traditions et du drapeau aux huit inscriptions de son prédécesseur. La plus grande partie de l'effectif hommes de troupe est constituée par des soldats Africains, communément appelés « Tirailleurs sénégalais » ou soldats indigènes, tous originaires des diverses colonies de l'Afrique Occidentale Française (AOF). Les soldats « européens », en petit nombre, tiennent les emplois de spécialistes (transmissions, servant d'engins, secrétaires) et sont destinés, en principe, aux pelotons d'élèves-gradés, caporaux et sergents.
Le 1er mai 1923, le 24e RIC devient, par changement d'appellation, le 24e RTC « 24e régiment de tirailleurs coloniaux », puis « 24e régiment de tirailleurs sénégalais ».

### La Seconde Guerre mondiale
- Elle ne cite pas suffisamment ses sources. Vous pouvez indiquer les passages à sourcer avec {{référence nécessaire}} ou {{Référence souhaitée}}, et inclure les références utiles en les liant aux notes de bas de page. (Marqué depuis septembre 2021)

En 1939, le 24e Régiment Mixte Colonial  est recréé au Levant (Syrie-Liban-Chypre). Il reprend le drapeau conservé de 1924 à 1939 par le 24e RTS engagé en métropole.

#### Combats du Levant (1941)
Ce régiment des troupes coloniales mixtes comporte environ 50 % de tirailleurs sénégalais dans ses effectifs troupe. Il a été mis sur pied en octobre 1939, au Levant, dans le cadre des mesures de renforcement de l'armée du Levant (Liban et Syrie). Son commandant en chef était le général d'armée Weygand, rappelé à l'activité en 1939.
Les deux bataillons du régiment stationnés en Syrie prirent part, en juin 1941, aux combats contre les forces anglo-australiennes et néo-zélandaises (ANZAC) ; ils furent submergés par le nombre lors de la défense de Damas ; il fut dissous après l'Armistice de Saint-Jean-d'Acre, le 3 juillet 1941. La plupart des cadres européens furent rapatriés en métropole, les Sénégalais en Afrique du Nord, quelques volontaires s'engagèrent auprès des Forces françaises libres et continuèrent à servir dans les rangs des bataillons de marche de la 1re DFL.

#### Forces françaises libres
- Elle ne cite pas suffisamment ses sources. Vous pouvez indiquer les passages à sourcer avec {{référence nécessaire}} ou {{Référence souhaitée}}, et inclure les références utiles en les liant aux notes de bas de page. (Marqué depuis septembre 2021)

Le régiment était stationné en Syrie, mais avait détaché un bataillon à Chypre. Ce bataillon passa aux Forces françaises libres dès juillet 1940 et devint le 1er bataillon d'infanterie de marine. Il fusionna, le 1er juillet 1942, avec le bataillon du Pacifique, pour former le bataillon d'infanterie de marine et du Pacifique (BIMP).

#### Résistance - Libération (1944-1945)
Après la libération des Pyrénées-Orientales le 19 au 20 août 1944, le colonel Cayrol, (capitaine d'infanterie coloniale à la retraite), chef départemental FFI des P.O. (Pyrénées-Orientales), décide le regroupement des unités des trois grandes formations de la résistance armée. Ensuite, tous les éléments des divers maquis des P.O. en compagnies régulières, soit cinq compagnies, entrèrent dans la composition d'un bataillon de sécurité, créé le 2 septembre 1944. Son appellation initiale fut le 1er bataillon du 24e RIC. Ce bataillon fut d'abord employé à la garde de la frontière franco-espagnole, de Cerbère au Col de Puymorens, le poste frontière avec l'Andorre, du Pas-de-la-case, inclus.

#### Participation aux campagnes d'Alsace et des Alpes-Maritimes
Pendant les combats pour la défense de Strasbourg, en décembre 1944-janvier 1945, la 1er division française libre avait subi de lourdes pertes, notamment le Bataillon de marche no 24, de la 4e brigade. Pour le remplacer à la 1re DFL, le ministre de la guerre désigna, début février 1945, le bataillon du 24e des Pyrénées-Orientales. Ce choix fut probablement motivé par la similitude du numéro de l'arme d'appartenance). Le bataillon fut mis en route vers l'Alsace par voie ferrée, le 15 février 1945, habillé et équipé à Besançon le 18 février, arriva le 25 à Chatenois au sud de Strasbourg, reçut son armement et fut réorganisé : les 1re, 3e et 4e compagnies restent compagnies de fusiliers-voltigeurs ; la 2e devient compagnie lourde (engin-mortiers) ; la 5e devient compagnie de mitrailleuse.
Mis sur pied de guerre, le 24e RIC, almagamé avec des unités de la 13e demi-brigade de Légion étrangère, participe à la garde, puis aux combats de dégagement de la capitale de l'Alsace.
La 1re DFL doit faire mouvement d'urgence vers les Alpes-Maritimes, contre des troupes allemandes refoulées d'Italie. Elle participe aux opérations de dégagement et de nettoyage du massif de l'Authion et de la frontière franco-italienne, ses compagnies étant accolées aux bataillons de la 13e DBLE (prises de San Dalmasso, Vénadio, Gonella, de l'Arbouin, du Pézurbe, du Collet d'Arboi, plan Caval et Colla Bassa).
Sur ordre du gouvernement, les troupes françaises du détachement de l'armée des Alpes ne passeront pas la frontière.

### L'après Seconde Guerre mondiale
Le 15 juin 1945, la 1re DFL quitte le front pour se regrouper dans la région de Fontainebleau ; le 1er bataillon du 24e RIC rejoint le 16e RTS, désigné pour faire partie de la 1re division coloniale d'extrême orient (1re DCEO). Les personnels du bataillon avaient souscrit des contrats pour la durée de la guerre, ils ne sont pas volontaires dans leur ensemble pour l'Indochine. De ce fait, le bataillon est muté à la 2e DIC, dont le PC est à Marseille ; il va constituer, après sa dissolution et changement d'appellation, le 3e bataillon 18e RTS, stationné à Montpellier ; il rejoit sa garnison le 25 août 1945. Début septembre 1945, les personnes non volontaires pour rester dans l'armée active sont démobiliées et renvoyées dans leurs foyers.

### Guerre d'Indochine
Le 24e ne participera pas à la guerre d'Indochine. Il est créé en 1949 à Albi, à partir d'un des bataillons du 24e RTS, mis sur pied en 1947 à partir de la 6e demi-brigade coloniale (2e BIC et 7e BIC). Dans le cadre du renforcement du corps expéditionnaire en Extrême-Orient, le 24e régiment de tirailleurs sénégalais est reconstitué en deux bataillons, le 1er mai 1948 à Carcassonne et Perpignan. Le 24e régiment de tirailleurs sénégalais, devenu Régiment de Marche de Tirailleurs Sénégalais, embarque à Marseille le 1er septembre 1948 et débarque à Haïphong le 30 décembre ; il est engagé immédiatement au Tonkin.

Les deux bataillons seront dissous après l'évacuation du Tonkin, en décembre 1954, et rapatriés en métropole. Après le départ pour l'Indochine du 24e R.T.S. à deux bataillons, le 1er décembre 1948, le 3e bataillon, resté en France, constitua le noyau du nouveau 24e régiment d'infanterie coloniale reconstitué dans les mêmes garnisons. 
- Elle ne cite pas suffisamment ses sources. Vous pouvez indiquer les passages à sourcer avec {{référence nécessaire}} ou {{Référence souhaitée}}, et inclure les références utiles en les liant aux notes de bas de page. (Marqué depuis septembre 2021)

Le 24e R.I.C. en Algérie :

Dans le cadre des opérations A.F.N., le 1er bataillon est envoyé en Algérie, dans le Constantinois, dès novembre 1954 ; le 2e bataillon rejoint la Tunisie. En juin 1955, ces deux bataillons sont regroupés dans la région de Biskra.
Le 3e bataillon, venu en renfort le 26 novembre 1955, opère aussi dans le Constantinois et les Aurès ; fin 1955, le 24e R.I.C. est regroupé dans le sud-Constantinois.
Le 1er décembre 1958, il devient « 24e Régiment d'Infanterie de Marine ».
Toutes les appellations des formations des Troupes d'Outre-Mer sont changées. L'interdit qui frappe le mot « Colonial » s'étend aux appellations à caractère géographique, à tous ces bataillons dits de Côte d'Ivoire, du Niger et autres « Sénégalais » et « Tirailleur », de tradition dans l'armée française.
En 1959, le 24e R.I.Ma perd un bataillon, supprimé de l'ordre de bataille ; le 1er juillet 1959, il devient un régiment à deux groupes de compagnies. Il sera dissous, à la fin des opérations d'Algérie.
Avant sa dissolution, au cessez-le-feu du 19 mars 1962 en Algérie, le 24°RIMA constitue comme 91 autres régiments, les 114 unités de la Force Locale. Le 24°RIMA forme deux unités de la Force locale de l'ordre Algérienne, la 435°UFL-UFO et la 436°UFL-UFO, composée de 10% de militaires métropolitains et de 90 % de Militaires Musulmans ; pendant la période transitoire, elles devaient être au service de l'exécutif provisoire Algérien, jusqu'à l'indépendance de l'Algérie. (Accords d'Evian du 18 mars 1962)

### Transformation et dissolution du régiment
- Elle ne cite pas suffisamment ses sources. Vous pouvez indiquer les passages à sourcer avec {{référence nécessaire}} ou {{Référence souhaitée}}, et inclure les références utiles en les liant aux notes de bas de page. (Marqué depuis septembre 2021)
- Elle doit être recyclée. La réorganisation et la clarification du contenu sont nécessaires. (Marqué depuis septembre 2021)

#### Reconstitution du24eRégiment d'Infanterie de Marine en 1964
Le 1er juillet 1964, à Perpignan, dans la vieille citadelle de Charles Quint rénové par Vauban, renait le 24e R.I.Ma dans sa garnison de tradition. Il est reconstitué à partir des effectifs du 9e Bima, le dernier bataillon rentré d'Algérie le 16 juin 1964, et complété par des cadres venus d'autres formations de la métropole. Le 24e R.I.Ma, sous le commandement du Lieutenant-Colonel Bentresque, dernier chef de corps du 9e B.I.Ma, reprend sa place à Perpignan et en Roussillon.

Le régiment s'installe à la citadelle (l'état-major du régiment et les services administratifs et techniques) et dans la caserne Joffre (la compagnie de commandement et des services puis les deux groupes de commandos).

Le groupement d'instruction des recrues, à deux compagnies, sera au camp de Rivesaltes en attendant que le bâtiment de l'horloge à la citadelle soit libéré par le centre national d'entrainement commando. Cette implantation du groupement d'instruction à Rivesalte présentait des inconvénients (vétusté des locaux et éloignement de la portion centrale), et offrait en contrepartie des avantages sur le plan de l'instruction des jeunes recrues (Proximité des terrains de manœuvres et champs de tir). Elle sera de nouveau adoptée à partir de 1976.

#### Organisation et mission du régiment
En 1964, lors de sa mise à pied, le 24e R.I.Ma, régiment d'infanterie des forces du territoire, relève pour l'emploi et l'instruction du général commandant la 9e région militaire ; sur le plan du commandement territorial, il relève du commandant du groupe subdivision de Perpignan, qui coiffe l'Aude et les Pyrénées-Orientales.

Le régiment comporte alors deux groupements de commandos. (Un troixième sera créé lors de la dissolution d'une des deux compagnies du groupement d'instruction). Ces groupements comprennent un élément de commandement, un détachement de reconnaissance sur jeeps, trois détachements de quatre commandos (à huit hommes), un détachement d'appui (ENTAC-mortier de 60 mm).
Cette organisation évoluera : les groupements de commandos donneront naissance à des compagnies, englobant trois sections de combat du type dit « de transition », adaptées aux combats antichars, et une section d'appui de canons de 106 mm SR et de mortiers de 81 mm.
Les détachements de reconnaissance et ENTAC seront regroupés au niveau du régiment de deux sections d'éclairage régimentaire et une section d'ENTAC ; elle est d'abord de la C.C.S. puis à partir du 1er juillet 1978, au sein de la compagnie d'éclairage et d'appui, créé à cette date.
Outre les missions territoriales, le 24e de Marine recevra une hypothèque d'emploi au profit du 2e Corps d'Armée, ce qui l'amènera à valoriser sa capacité antichar.
En outre, et compte tenu de sa position géographique d'une part, de son appartenance aux Troupes de Marine d'autre part, il donnera à ses personnels une aptitude au combat amphibie et héliporté.
En dehors de cette hypothèque au profit du 2e Corps d'Armée il sera mis sous les ordres du général commandant la 72e Division Militaire. Elle deviendra la 54e Division Militaire lors de la fusion des 5e et 7e Région Militaire en 1977 en ce qui concerne l'instruction et l'emploi.

En 1980, son effectif est supérieur à 1 000 hommes : une cinquantaine d'officiers et cent trente sous-officiers. Il est composé essentiellement, en ce qui concerne les hommes du rang, de personnel du contingent venant des départements du sud de la France.
Pour faire face aux missions très variées qui pourraient lui être confiées, le régiment doit acquérir une aptitude opérationnelle maximum. Cela suppose, outre la formation tactique et technique, une grande résistance physique de ses personnels.
Chaque homme reçoit une initiation au ski et aux activités nautiques dans des camps de circonstances.
Depuis 1979, les activités de vie de campagne sont faites dans les camps de Caylus, La Courtine, Le Larzac. Pour les campagnes de tir, c'est aux Garrigues ou à Canjuers.
À l'occasion des différentes manœuvres motorisées, amphibies ou héliportées, les manœuvres régimentaires sont faites dans les Pyrénées-Orientales et l'Aude. Les manœuvres régionales ou divisionnaires en revance, sont faites sur tout le territoire de la 5e Région Militaire, manœuvres en liaison avec les forces de manœuvre dans l'est.
Les compagnies de combat effectuent, chaque année, un stage dans un centre d'entrainement commando.
 Le 1er juillet 1980, le 24e RIMa est dissous à la suite de la restructuration de l'armée de terre. Une moitié du 4e RIMa rejoint Perpignan où elle incorpore les effectifs du 24e RIMa dissous. Le 1er juillet 1986 reconstitution du 24e RIMa. Une moitié du 4e RIMa qui se trouve à Perpignan et ses personnels rejoignent Fréjus, tandis que le 24e RIMa se reconstitue dans son ancienne garnison. Une de ses fonctions principales, pendant ces années, est de former, avec le 4e Rima, les appelés du service national volontaires pour un service long et pour partir en outre-mer (VSLOM).

Le 30 juillet 1991, le régiment est dissous.

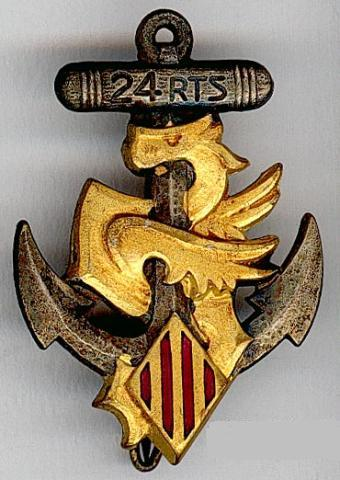
Insigne régimentaire du 24eRTS.
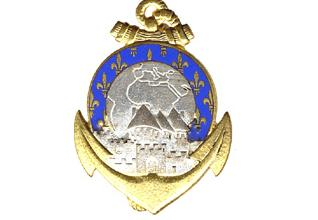
pucelle du 24eRégiment d’Infanterie Coloniale. Le centre a été formé à Carcassonne en 1956, pour l’instruction des recrues destinées à Algérie. Homologué le 9 octobre 1956.
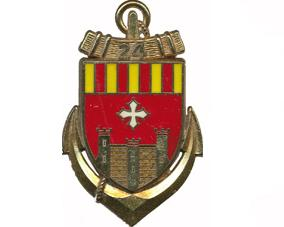
Insigne régimentaire du 24e régiment infanterie de marine, du 36e Groupement de Camp.

## Traditions

### La fête des troupes de marine
Elle est célébrée à l'occasion de l'anniversaire des combats de BAZEILLES : ce village a été 4 fois repris et abandonné sur ordres, les 31 août et le 1er septembre 1870.

### Et au Nom de Dieu, vive la coloniale!
Les Marsouins et les Bigors ont pour saint patron Dieu lui-même. Ce cri de guerre termine les cérémonies intimes qui font partie de la vie des régiments. Son origine est une action de grâce du Révérend Père Charles de Foucauld, missionnaire, voyant arriver à son secours les unités coloniales un jour où il était en difficulté avec une tribu locale.

## Insigne du d'infanterie coloniale

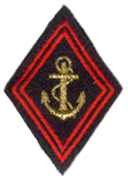
Insigne d'épaule l'ancre d'infanterie de marine.

## Insigne du24erégimentd'infanterie coloniale

### Signification
Tête de lion rugissant tournée à gauche et brochant sur une ancre au diamant chargé d’un écusson au 24 (Référence co10240100 Local Syrie)

## Devise du24erégimentd'infanterie coloniale
« Sempre endavant, mai morirem » 
 « Toujours avancer » ou « Plutôt mourir que reculer »

## Drapeau du régiment

Drapeau du d'infanterie coloniale

Les noms des batailles s'inscrivent en lettres d'or sur le drapeau, :

### Inscriptions au drapeau
De 1923 à décembre 1939, le drapeau du 24e RIC est détenu par le 24e RTC puis le 24e RTS.
- SEBASTOPOL : 1854-1855
- TUYEN QUANG : 1885
- TANANARIVE : 1895
- TIEN TSIN : 1900
- MAROC : 1908-1913 - 1925-1927
- LA MARNE : 1914
- LA SOMME : 1916
- L'AISNE-REIMS : 1917-1918

Inscription au Drapeau à partir de décembre 1939 pour le 24e RTS reconstitué.
- MAROC 1925-1927

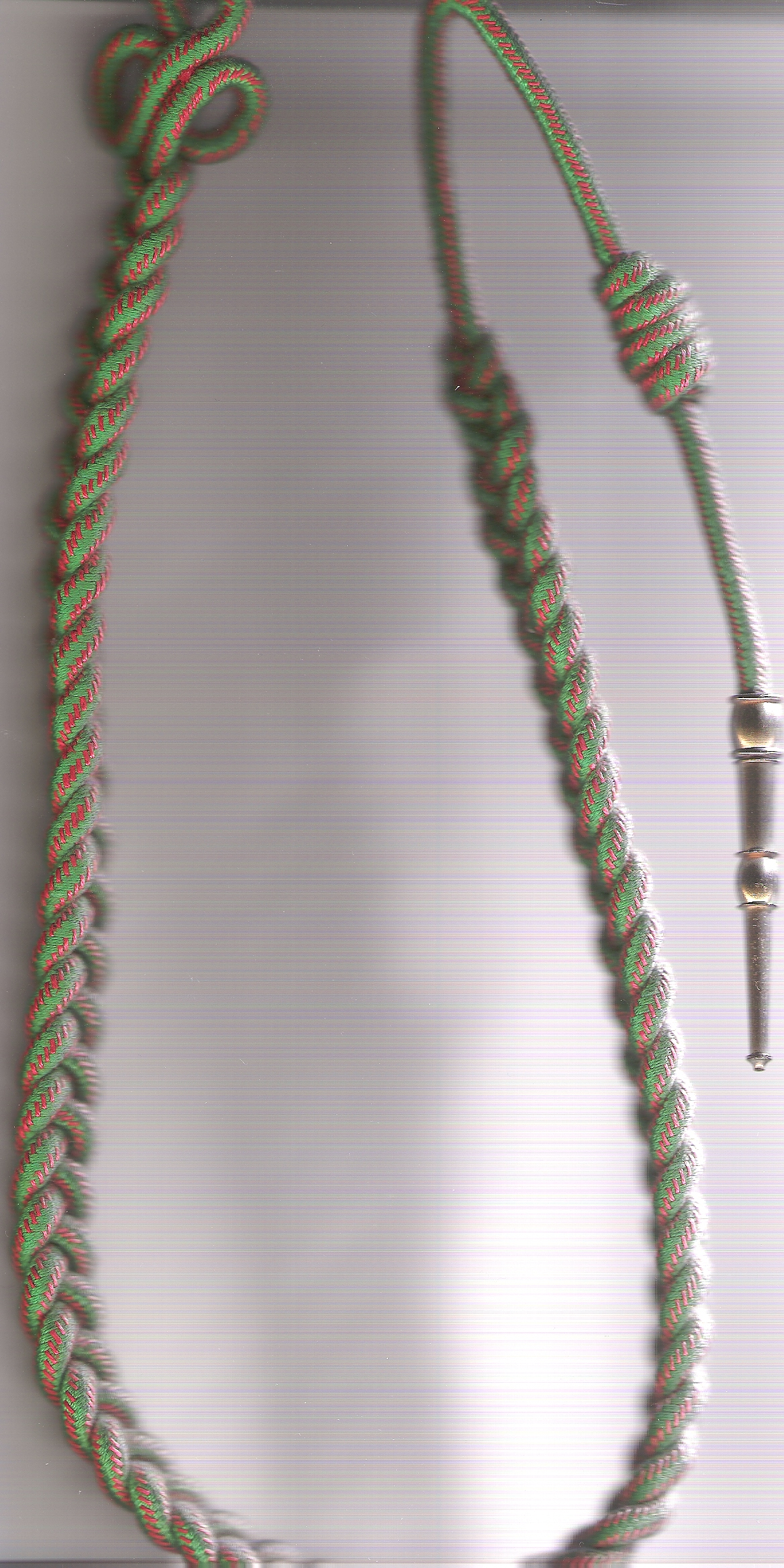
fourragère aux couleurs du ruban de la croix de guerre 1914-1918

Inscriptions au Drapeau à partir d'octobre 1939 pour le 24e RMC, qui reprend celles du 24e RIC moins celle gagnée par le 24e RTS.
- SEBASTOPOL :1854-1855
- TUYEN QUANG : 1885
- TANANARIVE : 1895
- TIEN TSIN : 1900
- MAROC : 1908-1913
- LA MARNE : 1914
- LA SOMME : 1916
- L'AISNE-REIMS : 1917-1918

## Faits d'armes à l'honneur du régiment
Le drapeau du 69e régiment d'infanterie allemand, est pris le 26 septembre 1914 à Minaucourt par l'adjudant Canal Joseph, le sergent Ducombs et les soldats Cazes, Dencausse et Bertrand.

## Décorations
Il a reçu la fourragère aux couleurs du ruban de la Croix de guerre 1914-1918 le 24 juillet 1918. Il a reçu deux citations à l'ordre de l'armée, et une citation à l'ordre du corps d'armée :
« Le général commandant l'armée est heureux de porter à la connaissance des troupes sous ses ordres l’enlèvement d'un drapeau du 69e régiment d'Infanterie allemande. Ce brillant fait d'armes a été accompli par le 24e régiment d'infanterie coloniale pendant la journée du 26 septembre 1914, combats au cours desquels l'ennemi a subi des pertes considérables et abandonné entre nos mains de nombreux prisonniers. Cette prise fait le plus grand honneur au 24e régiment d'infanterie coloniale et est de nature a rehausser si possible la brillante réputation de ce régiment. »

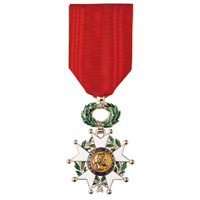
Croix de la Légion d'honneur.

Le 22 octobre 1914, la croix de la Légion d'honneur fut épinglée à la cravate du drapeau par le général de Langle de Cary, en présence de détachements de tous les régiments du corps d'armée, groupés autour du monument de Valmy

## Chefs de corps du24eR.I.C
Il y eut 52 chefs de corps dans l'histoire du régiment.
| - Première période (1902-1940) - 1902-1903 : colonel Lalubin. - 1904-1905 : colonel Bourgey. - 1905-1906 : colonel D'Albignac. - 1906-1907 : colonel Gouttenegre - 1907-1909 : colonel Bertin - 1909-1910 : colonel Pourrat - 1910-1911 : colonel Aymerich (général de division le 25 décembre 1915). - 1911-1913 : colonel Dessort (général de division le 26 février 1928). - 1913-1914 : colonel Comte. - 1914 : colonel Bethouart - 1914 : chef de bataillon Borda (du 30 août au 13 septembre 1914). - 1914-1916 : lieutenant-colonel Jannot (général de division 7 décembre 1928). - 1916 : chef de bataillon Magnabal (du 2 juillet au 22 juillet 1916)(général de brigade le 20 janvier 1928). - 1916 : colonel Nogues (général de brigade le 20 mai 1917) - 1916-1917 : lieutenant-colonel Vautravers. - 1917 : colonel Bonnin (général de brigade le 20 décembre 1917). - 1917-1919 : lieutenant-colonel Thierry (général de corps d'armée en 1927). - 1919-1920 : colonel Cambay (général de brigade le 25 juin 1925). - 1920-1922 : lieutenant-colonel Gauvin. - 1922-1925 : colonel Lemagnen. - 1925-1929 : colonel le Boulanger. - 1929-1931 : colonel Arnaud. - 1931-1933 : colonel Malafosse. - 1933-1935 : colonel Bernard. - 1935-1937 : colonel Quilichini (général de brigade en 1944). - 1937-1939 : colonel Conraud. - 1939-1940 : colonel Alexandre. - 1940 : lieutenant-colonel Fabre. | - Deuxième période (1948-1962) - 1948-1950 : colonel Waymel (général de gbrigade le 25 octobre 1958). - 1950-1952 : colonel Runner. - 1952-1954 : lieutenant-colonel Daboval (général de brigade le 16 juillet 1964). - 1954-1955 : colonel Jaume (général de brigade le 1er janvier 1963). - 1955-1956 : colonel voisard. - 1956-1958 : colonel Daboval (général de brigade le 16 juillet 1964). - 1958-1959 : colonel Richard de Vesvrotte (général de brigade le 17 octobre 1963). - 1959 : lieutenant-colonel Droniou. - 1959-1960 : lieutenant-colonel Rouy. - 1960-1961 : lieutenant-colonel Calvet (général de brigade le 26 juin 1970). - 1961 : lieutenant-colonel Malgras. - 1961-1962 : lieutenant-colonel Bertrand (général de brigade le 12 février 1972). - Troisième période (1964-1980) - 1964 : lieutenant-colonel Bentresque (Général de Division 1er septembre 1976). - 1964-1966 : colonel Larrieu (Général de Brigade le 1er avril 1971). - 1966-1968 : colonel Gilles (Général de Brigade le 1er avril 1974). - 1968-1970 : colonel Menvielle-Arrebou (Général de Brigade le 15 février 1976). - 1970-1972 : colonel Planchon (Général de Division le 1er mars 1979). - 1972-1974 : colonel Lefranc. - 1974-1976 : colonel Blin. - 1976-1978 : colonel Jan. - 1978-1980 : colonel Danet. - Quatrième période (1986-1991) - 1986-1987 : colonel Léonardi. - 1987-1989 : colonel Le Port. - 1989-1991 : colonel Reynold de Sérezin. |

## Pour mémoire
- Le 24e régiment mixte colonial (mis sur pied en 1939 au Levant le 1er décembre 1939, dissous le 15 juillet 1941)
- 1939-1940 : colonel Georges-Picot (général de brigade le 1er mars 1946)
- 1940-1941 : colonel Pefontan (Général de Brigade le 1er juin 1946)
- Le bataillon de marche du 24e régiment d'infanterie coloniale (a regroupé des formations des FFI du département des Pyrénées-Orientales; mis sur pied le 1er septembre 1944, dissous le 15 août 1945)
- 1944-1945 : lieutenant-colonel FFI Balouet

## Personnalités ayant servi au24eR.I.C

### Compagnons de la Libération
- Raphaël Folliot (1896-1979)
- Valentin Béhélo (1901-1987)
- Joseph Casile (1905-2007)
- Auguste Kirmann (1907-1995)
- Joseph Domenget (1908-1944)
- Pierre Delsol (1909-1987)
- Louis Béguin (1911-1944)
- Lucien Berne (1912-1993)
- Louis Bénard (1912-1995)
- René Briot (1913-1991)
- Pierre Troquereau (1914-1991)
- Bernard Harent (1916-1944)
- Georges Rossi (1918-1942)
- Gilbert Garache (1918-2005)
- Toussaint Gozzi (1919-1946)
- Pierre Brusson (1919-2005)
- Raymond Sabot (1919-2008)
- Rodolphe Jaeger (1920-1944)
- Sigismond Blednicki (1920-1995)
- René Lesecq (1920-2010)

### Autres personnalités
- Louis Stehlé (1882-1933), dit Delpont-Delascabras, poète occitan et félibre
- Renaud Jean (1887-1961), député

## Pour approfondir